# Ilian Stojanov
Ilian Stojanov (bulharsky Илиан Стоянов; * 20. leden 1977) je bývalý bulharský fotbalista.

## Reprezentace
Ilian Stojanov odehrál 40 reprezentačních utkání. S bulharskou reprezentací se zúčastnil Mistrovství Evropy 2004.

## Statistiky
| Bulharsko | Bulharsko | Bulharsko |
| Roky      | Záp.      | Góly      |
| --------- | --------- | --------- |
| 1998      | 2         | 0         |
| 1999      | 5         | 0         |
| 2000      | 4         | 0         |
| 2001      | 2         | 0         |
| 2002      | 1         | 0         |
| 2003      | 5         | 0         |
| 2004      | 9         | 0         |
| 2005      | 3         | 0         |
| 2006      | 0         | 0         |
| 2007      | 0         | 0         |
| 2008      | 0         | 0         |
| 2009      | 6         | 0         |
| 2010      | 3         | 0         |
| Celkem    | 40        | 0         |